# Reinoud IV van Joigny
Reinoud IV van Joigny (circa 1120/1130 - 1179) was van 1154 tot aan zijn dood graaf van Joigny. Hij behoorde tot het huis Joigny.

## Levensloop
Reinoud IV was de zoon van graaf Reinoud III van Joigny, waarschijnlijk uit diens tweede huwelijk met Alix, dochter van graaf Stefanus II van Blois.
In 1147 begeleidde hij koning Lodewijk VII van Frankrijk bij de Tweede Kruistocht naar Palestina. Rond 1150 keerde hij terug naar Joigny. Ongeveer vier jaar later, rond 1154, volgde Reinoud IV zijn vader op als graaf van Joigny.
Na de dood van graaf Willem III van Nevers in 1161 sloten Reinoud IV en graaf Stefanus I van Sancerre een alliantie tegen de nieuwe graaf Willem IV van Nevers. Ze richtten verwoestingen aan in het graafschap Nevers, tot ze op 15 april 1163 of 17 april 1165 verslagen werden. Wellicht huwde hij na deze veldslag met Alix van Nevers, een zus van Willem IV.
Reinoud overleed rond het jaar 1179. Hij werd bijgezet in de priorij van Joigny.

## Nakomelingen
Reinoud en Alix van Nevers kregen volgende kinderen:
- Willem I (overleden in 1220), graaf van Joigny
- Wouter (overleden in 1237), heer van Château-Renard
- Agnes, huwde met Simon van Broyes, heer van Beaufort
- Helisende, huwde eerst met Jan van Montréal, heer van Arcis-sur-Aube, en daarna met Milon IV van Puiset, graaf van Bar-sur-Seine.